# 鳥取市南部支線バス
鳥取市南部支線バス（とっとりしなんぶしせんバス）とは、かつて鳥取県鳥取市河原町・用瀬町・佐治町で運行していた乗合タクシー。自家用自動車（白ナンバー）による有償運送であった。
6路線7ルートが運行されている。

## 概要
河原町・用瀬町・佐治町地域では乗合バスの空白地域があったため、鳥取市が中心となり、乗合タクシーの設定を行った。ゾーンバス導入に伴い、河原町地域の乗合バスも通学便を除き乗合タクシーとなった。

## 沿革
- 2012年（平成24年）10月1日 ゾーンバス導入に伴い、日ノ丸自動車の乗合バス（ただし、一部便はいなばタクシーの乗合タクシーによる運行）を日ノ丸ハイヤー・大森タクシーの乗合タクシーに変更（ただし、一部便は日ノ丸自動車の乗合バスによる運行となる）。
- 2019年（平成31年）4月1日 大森タクシーの撤退に伴い、鳥取市が自家用自動車（白ナンバー）による有償運送による乗合タクシー（鳥取市南部支線バス）を運行を開始。
- 2020年（令和2年）10月1日 西郷線・散岐線の一部便がエスマート鳥取南IC店に乗り入れ。
- 2021年（令和3年）4月1日 和奈見国英線を和奈見線に変更（河原第一（国英）地区はいきいき国英ふるさとづくり協議会が運行する共助交通バス「いきいき国英コミュニティバス」に代替）[1]。
- 2021年（令和3年）10月1日 佐治線・津野津無線を廃止（特定非営利活動法人さじ未来が運行する共助交通バス「さじ未来号」に代替）[2]。
- 2022年（令和4年）4月1日 残る全路線を廃止（西郷線は日ノ丸ハイヤーの既存路線、散岐線・和奈見線はふるさと散岐地域づくり協議会が運行する共助交通バス「さんき楽楽バス」、江波赤波線はいきいき社まちづくり協議会が運行する共助交通バス「いきいき社バス」にそれぞれ代替）[3][4][5]。

## 現行路線
現在は運行していない。
乗合タクシーは乗合バスの代替として運行されているため、乗合バスの運賃が適用される。日ノ丸自動車発行の定期券・回数券も使用可能。
幹線と重複する区間は対キロ区間制で大人170円 - 200円（小学生・障害者等は90円 - 100円）、幼児は無料。
それ以外の区間は均一制で大人200円（小学生・障害者等は100円）、幼児は無料。
幹線と支線の乗り継ぎの場合は大人100円（小学生・障害者等は50円）を割引。
事業用自動車（緑ナンバー）による運送（日ノ丸自動車・日ノ丸ハイヤー）と自家用自動車（白ナンバー）による有償運送（鳥取市南部支線バス）が共同運行している。この場合、鳥取市南部支線バスでは、運行開始当時、バス停留所においては「駐車可」「停車可」の道路標識が設置されている場合を除き、ポールから10m以内での場所での乗降ができなかったため、ポールから10m以上離れた安全な場所で乗降を行っていた。この問題を解消するため、鳥取県公安委員会が一部のバス停留所に「駐車可」の道路標識を設置することとなった。
（停留所名）は一部の便のみ停車。＜停留所名/停留所名＞はどちらかを経由。
廃止・撤退路線
- 西郷線
  - [K1] （エスマート -） 河原口 - 河原 - 曳田 - 中井農協前 - （神馬 - （上神馬） - 神馬） - 北村
    - 日ノ丸自動車（乗合バス。平日の鳥取市立河原第一小学校・鳥取市立西郷小学校の通学便のみ。）・日ノ丸ハイヤー（乗合タクシー）と共同運行。
    - 上神馬（日ノ丸ハイヤー運行便のみ経由）のみ予約制。
    - エスマート - 河原口間は土曜・休日運休。
    - 日ノ丸ハイヤーの既存路線に代替。
- 散岐線
  - [K2] （エスマート -） 河原口 - 河原 - 曳田 - 佐貫 - （山上） - 小倉
    - 日ノ丸自動車（乗合バス。平日の鳥取市立河原第一小学校・鳥取市立散岐小学校の通学便のみ。）と共同運行。
    - エスマート - 河原口間は土曜・休日運休。
    - ふるさと散岐地域づくり協議会が運行する共助交通バス「さんき楽楽バス」に代替[4]。同時に全便土曜・休日運休となった。
- 和奈見線
  - [K3] 河原口 - 河原 - 曳田 - 佐貫 - 散岐小学校 - 和奈見
    - ふるさと散岐地域づくり協議会が運行する共助交通バス「さんき楽楽バス」（佐貫 - 和奈見間）に代替[4]。同時に平日の鳥取市立散岐小学校の通学便のみの運行となり、全便土曜・休日運休となった。
- 和奈見国英線
  - 河原口 - 河原 - 河原駅 - 国英公民館 - 三谷 - 国英公民館 - 福和田 - 中佐貫 - 散岐小学校 - 和奈見
    - 平日の鳥取市立河原第一小学校・鳥取市立散岐小学校の通学便のみ。土曜・休日運休。
    - 河原第一（国英）地区はいきいき国英ふるさとづくり協議会が運行する共助交通バス「いきいき国英コミュニティバス」に代替[1]。
    - 散岐地区はふるさと散岐地域づくり協議会が運行する共助交通バス「さんき楽楽バス」に代替[4]。

  - 河原口 → 河原 → 曳田 → 中佐貫 → 散岐小学校 → 和奈見 → 国英駅前 → 国英公民館 → 三谷 → 国英公民館 → 河原 → 河原口
    - 河原第一（国英）地区はいきいき国英ふるさとづくり協議会が運行する共助交通バス「いきいき国英コミュニティバス」に代替[1]。
    - 散岐地区はふるさと散岐地域づくり協議会が運行する共助交通バス「さんき楽楽バス」に代替[4]。
- 佐治線
  - （現在の[M1]） 用瀬駅前 - 用瀬 - 古市 - 佐治町総合支所前 - 加茂 - 余戸 - 尾際 - 栃原
    - 日ノ丸自動車（乗合バス）と共同運行。
    - 特定非営利活動法人さじ未来が運行する共助交通バス「さじ未来号」に代替[2]。
- 津野津無線
  - （現在の[M1]） 用瀬駅前 - 用瀬 - 津無 - 古市 - 佐治町総合支所前 - 津野
    - 月曜日・水曜日・金曜日（休日を除く）のみ運行。
    - 特定非営利活動法人さじ未来が運行する共助交通バス「さじ未来号」に代替[2]。
- 江波赤波線
  - [M2] 用瀬駅前 - 用瀬 - 用瀬小運動公園前 - 社 - 江波
  - [M2]→[M3]（赤波行き）/[M3]→[M2]（江波行き） 赤波 - （大村地区）公民館前 - 鷹狩駅前（江波行きのみ停車） - 用瀬駅前 - 用瀬 - 用瀬小運動公園前 - 社 - 江波
  - [M3] 赤波 - （大村地区）公民館前 - 鷹狩駅前（用瀬駅前・用瀬小運動公園前行きのみ停車） - 用瀬駅前 - 用瀬 - 用瀬小運動公園前
    - 上記3路線は日ノ丸自動車（乗合バス。平日のみ。）と共同運行。土曜・休日運休。
    - いきいき社まちづくり協議会が運行する共助交通バス「いきいき社バス」江波大村線（（大村地区）公民館前 - 用瀬駅前 - 社 - 江波間）に代替[5]。同時に全便土曜も運行されるようになった。

## 車両
- 大森タクシーから引き継いだトヨタ・ハイエース（5代目）が使用されていた。
- 共同運行を行っている日ノ丸自動車は中型バス（スロープ付き車両（ノンステップバス・ワンステップバス））、日ノ丸ハイヤーはトヨタ・ハイエース（5代目）が使用されていた。
- 廃止に伴い、日ノ丸ハイヤーでは日産・キャラバン（5代目）（新車）、いきいき国英コミュニティバス・さんき楽楽バス・さじ未来号・いきいき社バスではトヨタ・ハイエース（5代目）（新車）を導入した[4][5][2]。